# Kolonica
Kolonica (ungarisch Kiskolon – bis 1907 Kolonica) ist eine Gemeinde im Okres Snina (Prešovský kraj) im äußersten Osten der Slowakei mit 526 Einwohnern (Stand 31. Dezember 2024) in der traditionellen Landschaft Zemplín.

## Geographie
Die Gemeinde befindet sich zwischen dem westlich gelegenen Bergland des Vihorlat und den nordöstlich gelegenen Bukovské vrchy, im Tal des Baches Kolonička, der zum Einzugsgebiet der Cirocha gehört. Das Gemeindegebiet ist recht gebirgig und überwiegend durch Wälder bedeckt. Die Böden der Umgebung bestehen aus Flysch. Das Ortszentrum liegt auf einer Höhe von 360 m n.m. und ist 13 Kilometer von Snina entfernt.
Nachbargemeinden sind Stakčín im Westen und Norden, Kalná Roztoka im Nordosten, Klenová im Osten und Ladomirov im Süden.

## Geschichte
Der Ort wurde zum ersten Mal 1567 als Klanica schriftlich erwähnt und war Teil des Herrschaftsgebiets von Humenné, später war das Dorf Besitz des Geschlechts Szirmay und im 19. Jahrhundert der Familie Lobkovicz. 1720 hatte die Ortschaft eine Mühle, 19 verlassene und 12 bewohnte Haushalte, 1828 zählte man 99 Häuser und 734 Einwohner, die als Hirten und Forstarbeiter in umliegenden Wäldern beschäftigt waren. Zwischen 1890 und 1910 und auch in der ersten tschechoslowakischen Republik wanderten viele Einwohner aus.
Bis 1918 gehörte der im Komitat Semplin liegende Ort zum Königreich Ungarn und kam danach zur Tschechoslowakei beziehungsweise heute Slowakei. Infolge des Slowakisch-Ungarischen Krieges gehörte das Dorf 1939–1944 noch einmal zu Ungarn.

## Bevölkerung
| Jahr                | 1994 | 2004    | 2014    | 2024     |
| ------------------- | ---- | ------- | ------- | -------- |
| Anzahl der Personen | 596  | 593     | 585     | 526      |
| Unterschied         |      | −0,50 % | −1,34 % | −10,08 % |

| Jahr                | 2023 | 2024    |
| ------------------- | ---- | ------- |
| Anzahl der Personen | 515  | 526     |
| Unterschied         |      | +2,13 % |

Nach der Volkszählung 2011 wohnten in Kolonica 582 Einwohner, davon 475 Slowaken, 92 Russinen, drei Tschechen und zwei Ukrainer. 10 Einwohner machten keine Angabe zur Ethnie.
450 Einwohner bekannten sich zur griechisch-katholischen Kirche, 64 Einwohner zu den Zeugen Jehovas, 33 Einwohner zur römisch-katholischen Kirche, 14 Einwohner zur orthodoxen Kirche, zwei Einwohner zur evangelischen Kirche A. B.; ein Einwohner bekannte sich zu einer anderen Konfession. 13 Einwohner waren konfessionslos und bei fünf Einwohnern ist die Konfession nicht ermittelt.

## Sehenswürdigkeiten
- griechisch-katholische Kirche Aufnahme des Herrn
- Sternwarte am Sattel Kolonický vrch südöstlich von Kolonica, 1999 fertiggestellt und in das 2010 ausgerufene Lichtschutzgebiet Dark Sky Park Poloniny integriert